# (6774) Vladheinrich
(6774) Vladheinrich est un astéroïde de la ceinture principale.

## Description
(6774) Vladheinrich est un astéroïde de la ceinture principale. Il fut découvert le 4 novembre 1988 à l'Observatoire Kleť par Antonín Mrkos. Il présente une orbite caractérisée par un demi-grand axe de 2,19 UA, une excentricité de 0,09 et une inclinaison de 1,0° par rapport à l'écliptique.

## Compléments